# Давид-Гареджа
Дави́д-Гаре́джа, Дави́д Гаре́джа (груз. დავითგარეჯის სამონასტრო კომპლექსი, азерб. Keşikçidağ) — комплекс грузинских пещерных монастырей и главный религиозный центр восточной Грузии VI века, расположенный в 60 км к юго-востоку от Тбилиси, на грузинско-азербайджанской границе, и простирающийся на 25 км вдоль склонов полупустынного Гареджийского кряжа. Комплекс условно делится на две части: одна часть расположена на территории Агстафинского района (Азербайджанская Республика, в 75 км от центра района), а другая — на территории района Сагареджо (Республика Грузия).

## История
Основание монастыря церковная традиция приписывает началу VI в, когда сирийский монах Давид, один из 13 сирийских отцов, поселился в естественной пещере местности Гареджа на территории древней Кахетии. В том же VI в. его ученики и последователи Додо и Лукиан основали ещё два монастыря — монастырь Додо (Додос Рка) и Натлис-Мцемели (Иоанна Крестителя). Сведения о Давиде Гареджийском и Лукиане содержатся в «Житии Давида», которое было составлено вскоре после его кончины.

Проповеди Давида привлекли к нему представителя кахетинского княжеского рода, который стал учеником Давида, известным как Додо Гареджийский, который основал монастырь Додос Рка (ветвь Додо), посвященный Богородице. После смерти Давида Гареджи, местный правитель (эристави) Рустави Бубакар построил храм, который стал усыпальницей Давида и Лукиана.
В IX в Илларионом Грузинским были сооружены Преображенская церковь и трапезная, впоследствии благоустроенные сыном Давида IV Строителя Деметрием, автором знаменитого церковного гимна «Ты есть лоза виноградная». Во времена правления царицы Тамары (1184—1207) комплекс всё еще находился под влиянием грузинской церкви.
В XIII в. был разграблен монголами, но позже восстановлен Георгием V Блистательным, в конце XIV — начале XV вв. — разорен Тамерланом, в 1615 г. монастырь сильно пострадал после вторжение — персидского шаха Аббас I; он истребил тысячи монахов и уничтожил большую часть его зданий и художественных ценностей. Царь Арчил предпринял попытки реставрации в конце XVII века, но монастырь так и не восстановил былую славу.
В конце 1690-х годов в монастыре служил Сулхан-Саба Орбелиани; в 1720-х годах Тимофей Габашвили, в 1743 г. Антоний I.

## Монастырский комплекс
Комплекс представляет собой высеченные в скалах около 20 монастырей на территории трёх районов Грузии — Гардабанского, Сагареджийского и Сигнахского. Главным монастырем считается Лавра Давида, которая находится на северном склоне горы, разделяющей Грузию и Азербайджан. Граница проходит по вершине горы, которую грузинские историки называют Удабно, по названию одного из монастырей. Этот монастырь находится на азербайджанской территории — на южном склоне горы. Помимо них на южном склоне горы расположены более 100 пещер, которые использовались монахами в качестве келий. Здесь также имеется 2 храма, крепость в три этажа (высота 11 м), место поклонения, около 100 могил курганного типа, 23 колодца, 14 продовольственных амбаров, около 30 убежищ. Больше всего отдален от границы монастырь Бертубани (датируемый XII веком), который находится на расстоянии примерно двух километров от неё.
Во многих церквах и трапезных монастырей сохранились фрески VIII—XIV вв. с портретами исторических лиц, в том числе портрет царицы Тамары.
| #  | Монастыри                   | Изображение | Координаты                      |
| -- | --------------------------- | ----------- | ------------------------------- |
| 1  | Лавра Давида                |             | 41°26′50″ с. ш. 45°22′35″ в. д. |
| 2  | Додо-Рка                    |             | 41°17′55″ с. ш. 45°42′17″ в. д. |
| 3  | Монастырь Иоанна Крестителя |             | 41°17′55″ с. ш. 45°42′17″ в. д. |
| 4  | Бертубани                   |             | 41°23′59″ с. ш. 45°24′12″ в. д. |
| 5  | Удабно                      |             | 41°26′43″ с. ш. 45°22′20″ в. д. |
| 6  | Пустынный монастырь         |             | 41°54′14″ с. ш. 44°05′40″ в. д. |
| 7  | Кефадарларский монастырь    |             | 41°26′43″ с. ш. 45°22′20″ в. д. |
| 8  | Чичхитури                   |             | 41°27′24″ с. ш. 45°21′17″ в. д. |
| 9  | Терсанский монастырь        |             | 41°26′43″ с. ш. 45°22′20″ в. д. |
| 10 | Равало                      |             |                                 |
| 11 | Сабли                       |             |                                 |
| 12 | Ирукагири                   |             |                                 |
| 13 | Колагири                    |             |                                 |
| 14 | Большие котлы               |             | 41°27′17″ с. ш. 45°42′46″ в. д. |
| 15 | Малые котлы                 |             | 41°24′46″ с. ш. 45°53′33″ в. д. |
| 16 | Саторге                     |             |                                 |

## Исследование
Осенью 1921 года в монастырском комплексе «Давид Гареджи» грузинскими исследователями были проведены работы с целью изучения данной территории.
Согласно распоряжению президента Азербайджанской Республики Ильхама Алиева от 2007 года комплекс пещер, охватывающий часть цикла Кешикчидаг на территории Агстафинского района Азербайджанской Республики, был объявлен государственным историко-культурным заповедником «Кешикчидаг» Азербайджанской Республики. После создания заповедника, сюда была направлена экспедиция Института археологии и этнографии Национальной академии наук Азербайджана. Азербайджанские ученые считают, что замок Кешикчи был построен в эпоху средневековья с оборонительными целями. Данная территория являлась древним албанским жилищем. История формирования природных пещер датируется I веками н. э., в то время, как искусственные пещеры появились приблизительно в VIII—XV века.
22 мая 2019 года было принято решение о начале строительных работ на территории заповедника с целью установления современной инфраструктуры под руководством Научно-исследовательского института под названием «Azerbarpa».

## Надписи монастыря
По подсчётам, в монастырях Давид-Гареджи в большом количестве имеются надписи: грузинские, до 20 армянских, 8 греческих и 21 восточная (арабским письмом), а также уникальная в своем роде тетралингва, то есть четырёхъязычная надпись — на грузинском, армянском, греческом и арабском. Заслуживают внимания росписи седьмой церкви Саберееби в Давид-Гаредже, датируемые IX—X вв., в которой изображения сопровождают надписи на армянском, греческом и грузинском языках. В монастыре Удабно имеется ещё одна уникальная тетралингва, датированная 1352 годом: она выполнена на грузинском, армянском, персидском и уйгурском языках. Присутствием армян в монастыре объясняется и нетрадиционный мотив иконографии «Распятия», вызванный, видимо, полемикой армян-халкидонитов с представителями традиционной Армянской апостольской церкви. Кроме того грузинскими учеными близ Саберееби был зафиксирован топоним «Насомхари», который переводится как место где жили армяне. Это говорит о том, что армяне не только посещали монастырь, но и жили в его окрестностях.

## Территориальный спор
В связи с тем, что часть монастырского комплекса находится на территории Азербайджана, он является предметом территориальных споров между Грузией и Азербайджаном с 1991 года. Согласно заместителю министра иностранных дел Грузии Георгию Манджгаладзе, Грузия желала бы разменять эту территорию в связи с особой культурной и исторической значимостью комплекса для Грузии. Баку отказывается обменивать территорию из-за стратегического расположения высот. В ноябре 2006 года заместитель министра иностранных дел Азербайджана отметил, что «территориальным обменам нет места. Мы не обсуждаем этот вопрос».
В ходе своего визита в Азербайджан 27 февраля 2019 года президент Грузии Саломе Зурабишвили заявила о важности делимитации границы.
Министр иностранных дел Грузии обратил внимание на оживление работы межправительственной комиссии по делимитации государственной границы с Азербайджаном: «66 % периметра границы согласовано на уровне государственных комиссий по делимитации, и ведутся переговоры по согласованию остальных сегментов».
14 мая 2019 года в Баку заместители министров иностранных дел Азербайджана — Халаф Халафов — и Грузии — Лаша Дарсалия — обменялись мнениями о делимитации государственной границы между двумя странами, договорились о завершении процесса в скором времени.
В 2019 году учёный совет Института истории Национальной академии наук Азербайджана, в ответ на заявления ряда грузинских чиновников, заявил, что монастырь Давида Гареджи является историческим албанским памятником и расположен на исторических землях Азербайджана. В заявлении отмечается, что «азербайджанский народ является историческим наследником древнего Азербайджанского Албанского государства» (подробнее о позиции азербайджанской историографии см. Ревизионистские концепции в азербайджанской историографии), а город Тбилиси находился не в Иберии, а в Албании:
Азербайджанский народ является одной из древнейших этнических групп Южного Кавказа, в том числе современной Восточной и Южной Грузии… Современный город Тбилиси, располагающаяся в его западной части Албанская равнина и прилегающие к ней районы находились не в пределах границ Иберии, а под управлением скифов и саков, а затем — в составе государства Албания… Территория, на которую вы претендуете, была частью земель государства Албании, а позже Тифлисского эмирата. За период 300-летнего существования Тифлисского эмирата азербайджанский народ создал здесь богатейшую культуру. Сотни выдающихся учёных творили под псевдонимом «Тифлиси».
Комментируя территориальный спор вокруг монастыря Давид-Гареджа, директор Института истории АН Азербайджана Ягуб Махмудов сказал, что «….провокаторам и потворствующим им силам следовало бы знать, что и Кешикчидаг (Давид Гареджи), и Восточная Грузия — исконные азербайджанские земли. Тифлис — древний азербайджанский город. Если Грузия пойдет на поводу у провокаторов, Азербайджан тоже вправе предъявить права на свои исторические земли….. Мы не выдвигаем территориальных притязаний, поскольку ценим дружбу с грузинским народом. Дружба не терпит предательства!».
После обретения независимости Азербайджаном и Грузией были созданы соответствующие государственные комиссии по делимитации и демаркации государственной границы между двумя странами, и к настоящему времени было проведено 11 заседаний комиссии. В рамках этого процесса была достигнута договоренность о делимитации большей части 480-километровой азербайджано-грузинской границы. В настоящее время специалистами ведутся работы на 166-километровом участке.
Депутаты обеих стран выразили поддержку урегулированию храма Давид Гареджи (Кешикчидаг) на уровне соответствующих государственных комиссий по делимитации и демаркации государственной границы.
В середине апреля 2019 года азербайджанские пограничники вновь перекрыли дорогу к монастырю Удабно, установив возле него запрещающие передвижение знаки, запретили туда входить духовенству, верующим и туристам. В связи с этим глава администрации президента Грузии Лаша Жвания заявил: «Очень печально, когда такие факты происходят на Пасху. Они говорят о том, что вопрос делимитации границы между нашими странами очень важен». После переговоров между министерствами иностранных дел Грузии и Азербайджана пограничники снова открыли путь к монастырю Удабно.
14 июля азербайджанские пограничники вынесли иконы из монастырей Удабно и Воскресения, и передали их грузинским пограничникам. Это вызвало недовольство местных жителей, и в тот же день произошёл конфликт между ними и азербайджанскими пограничниками. Из-за инцидента посол Грузии был вызван в МИД Азербайджана. Пресс-секретарь МИД Азербайджана Лейла Абдуллаева заявила, что группа грузин совершила нападение на азербайджанский погранотряд. Комментируя инцидент, замглавы погранслужбы Грузии заявил, что азербайджанские пограничники объяснили перенос икон ухудшением погоды, добавив, что в ближайшее время иконы будут возвращены на место, а азербайджанские пограничники снова станут пропускать грузинских паломников к монастырю.
В конце августа 2019 года дорога к грузинскому монастырю Удабно в монастырском комплексе Давид-Гареджи вновь оказалось закрытой. Грузинские пограничники из-за позиции азербайджанской стороны запретили и заблокировали посещение этих мест духовным лицам, пастве и туристам. В связи с этим мэр Тбилиси Каладзе выразил надежду: «Министерства внутренних дел и иностранных дел, все ответственные органы работают по вопросу Давид-Гареджи. Проходят встречи и переговоры. Проблема, которая беспокоит нас всех, будет урегулирована. Азербайджан является стратегическим партнером, мы вместе осуществляем много важных проектов и эту проблему обязательно решим».
В середине 2019 года глава МИД Грузии сделал заявление о спорном монастырском комплексе «Надеемся, вопрос „Кешикчидаг“ будет решен в рамках стратегического партнерства между Грузией и Азербайджаном. В настоящее время соответствующая комиссия продолжает свою деятельность».